# توني تشان
توني فان تشيونغ تشان (بالصينية: 陳 繁昌) (بالإنجليزية:Tony F. Chan) عالم رياضيات أمريكي من أصول صينية ولد في هونغ كونغ. يشغل منصب رئيس جامعة الملك عبد الله للعلوم والتقنية منذ 1 سبتمبر 2018. قبل ذلك، كان رئيسًا لجامعة هونغ كونغ للعلوم والتكنولوجيا من 1 سبتمبر 2009 إلى 31 أغسطس 2018.

## حياة سابقة
ولد تشان في هونغ كونغ، وأكمل تعليمه الثانوي في مدرسة ساليسيان الإنجليزية وكلية كوينز. حصل تشان شهادة البكالوريوس. في الهندسة عام 1973 وماجستير في علم الطيران مع مرتبة الشرف من معهد كاليفورنيا للتكنولوجيا. ودكتوراه في علوم الكمبيوتر من جامعة ستانفورد عام 1978.

## الحياة الأكاديمية
قبل انضمامه إلى جامعة هونغ كونغ للعلوم والتكنولوجيا، كان مديرًا مساعدًا لمديرية العلوم الرياضية والفيزيائية في مؤسسة العلوم الوطنية الأمريكية  من عام 2006 إلى عام 2009. تابع أبحاث ما بعد الدكتوراه في معهد كاليفورنيا للتكنولوجيا كزميل باحث، وقام بتدريس علوم الكمبيوتر في جامعة ييل قبل انضمامه إلى جامعة كاليفورنيا في لوس أنجلوس كأستاذ للرياضيات في عام 1986.
تم تعيينه رئيسًا لقسم الرياضيات في عام 1997 وعمل عميدًا للعلوم الفيزيائية من 2001 إلى 2006. كان أحد الباحثين الرئيسيين الذين قدموا اقتراحًا ناجحًا إلى مؤسسة العلوم الوطنية لتكوين معهد الرياضيات البحتة والتطبيقية، في جامعة كاليفورنيا. شغل منصب مديرها من 2000 إلى 2001.
وهو عضو منتخب في الأكاديمية الوطنية الأمريكية للهندسة، وزميل معهد مهندسي الكهرباء والإلكترونيات، وزمالة جمعية الرياضيات الصناعية والتطبيقية والجمعية الأمريكية لتقدم العلوم. وقد عمل في مجالس تحرير العديد من المجلات في الرياضيات والحوسبة، بما في ذلك SIAM Review و SIAM Journal of Scientific Computing و Asian Journal of Mathematics وهو أحد المحررين الثلاثة لمجلة Numerische Mathematik. شارك في كتابة الاقتراح لبدء مجلة SIAM الجديدة لعلوم التصوير ويعمل في هيئة تحريرها الافتتاحية حتى عام 2012.

## عضوياته
وهو حاليًا عضو في مجلس أمناء جامعة الملك عبد الله للعلوم والتقنية في المملكة العربية السعودية، والمجلس الاستشاري لرئيس المعهد الكوري المتقدم للعلوم والتكنولوجيا، والمجلس الاستشاري العلمي لجامعة فيينا، والمجلس الاستشاري الدولي للأكاديميين. ترتيب الجامعات العالمية في جامعة شنغهاي جياو تونغ، ومجلس أمناء معهد سكولكوفو للعلوم والتكنولوجيا في روسيا، والمجلس الاستشاري الياباني، ولجنة الولايات المتحدة المكونة من 100 جامعة.
وهو أيضًا عضو مؤسس في أكاديمية العلوم في هونغ كونغ، ورئيس معهد هونغ كونغ للعلوم، وزميل أكاديمية هونغ كونغ للعلوم الهندسية وعضو في اللجنة الاستشارية للابتكار والتكنولوجيا في حكومةهونغ كونغ.
كان عضوًا في لجنة الاختيار لجائزة جائزة شو في العلوم الرياضية في عامي 2012 و2013. وهو رئيس لجنة جائزة نيفانلينا للمؤتمر الدولي لعلماء الرياضيات 2018 (ICM 2018).

## الأوسمة والجوائز
- عضوية الأكاديمية الوطنية للهندسة، 2014 ، «للتقنيات العددية المطبقة في معالجة الصور والحوسبة العلمية، ولتوفير الريادة الهندسية على المستويين الوطني والدولي».
- زماله معهد مهندسي الكهرباء والإلكترونيات، 2016 ، «للمساهمات في النماذج الحسابية والخوارزميات لمعالجة الصور».[8]
- دكتوراه فخرية، جامعة ستراثكلايد، المملكة المتحدة، 2015.[9]